# Wołodymyr Iwasiuk

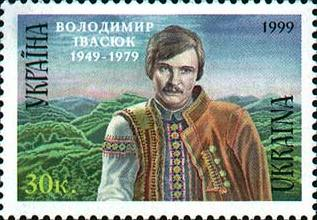
Znaczek pocztowy z 1999 roku upamiętniający Wołodymyra Iwasiuka

Wołodymyr Mychajłowycz Iwasiuk (ukr. Володимир Михайлович Івасюк; ur. 4 marca 1949 w Kicmaniu, zm. 24 lub 27 kwietnia 1979 w Brzuchowicach) – ukraiński poeta, kompozytor i śpiewak. Jego największym przebojem muzycznym była piosenka Czerwona ruta (Червона Рута), skomponowana w 1970 roku. Wyróżniony pośmiertnie tytułem Bohatera Ukrainy w 2009 roku.

## Życiorys
Urodził się w 4 marca 1949, w mieście Kicmań, w rodzinie nauczycieli. Będąc dzieckiem uczęszczał do miejscowej muzycznej szkoły dla dzieci. Później kontynuował naukę w średniej szkole w Kicmaniu. Od dziecka brał udział w licznych koncertach i przeglądach muzycznych. W 1964 założył swój własny zespół „Bukowynka”, który zwyciężył na konkursie republikańskim. W 1966 rodzina Iwasiuków przeprowadziła się do Czerniowców, tam został przyjęty do Instytutu Medycznego.
Był jednym z prekursorów ukraińskiej muzyki pop, autor 107 pieśni, 53 utworów instrumentalnych oraz muzyki do kilku spektakli. Z zawodu lekarz i skrzypek, grał na fortepianie, wiolonczeli i gitarze. Jego ciało znaleziono 18 maja 1979 powieszone w lesie. Według oficjalnej wersji popełnił samobójstwo, jednak społeczeństwo i współcześni badacze mają wątpliwości co do tej wersji.
Dokumenty archiwalne opisujące sprawę znajdują się w Moskwie i nie były udostępnione ani krewnym, ani pracownikom muzeum poświęconego kompozytorowi. Krewni Iwasiuka uważają, że został on zabity. Podobne stanowisko formułują obecnie służby bezpieczeństwa, a także medyczne zespoły badawcze. 26 stycznia 2009 roku Prokuratura Generalna Ukrainy wznowiła dawno zamkniętą już sprawę kryminalną dotyczącą śmierci kompozytora, która w 2012 roku została ponownie zamknięta ze względu na „brak jasnych dowodów na popełnienie przestępstwa”.
Został pochowany na cmentarzu Łyczakowskim we Lwowie. W 2009 roku został pośmiertnie uhonorowany tytułem Bohatera Ukrainy przez prezydenta Wiktora Juszczenkę.
Sylwetkę kompozytora w polskiej literaturze przywołał Sławomir Gowin, autor spektaklu Czerwona ruta, który wystawił w sierpniu 2010 roku Teatr im. Wandy Siemaszkowej w Rzeszowie. Przedstawienie w reżyserii Dariusza Brojka traktuje o sprawach polsko-ukraińskich poprzez piosenkę ukraińską, w tym także Czerwoną rutę Iwasiuka. Wcześniej Czerwoną rutę wykonywał Janusz Gniatkowski i – w oryginale – zespół „No to co”.